# Tobias Moeck
Tobias Moeck (Aussprache: [møːk]) (* 22. August 1984 in Wriezen) ist ein deutscher Hörfunknachrichtensprecher, Moderator, Journalist und Schlagzeuger.

## Leben
Tobias Moeck studierte nach dem Abitur zunächst an der Hochschule für Musik Carl Maria von Weber Dresden und der Technischen Universität Dresden im Studiengang Lehramt an Gymnasien für die Fächer Musik und Geschichte. Zusätzlich begann er an der Hochschule für Musik Carl Maria von Weber Dresden ein Orchestermusikstudium in seinem künstlerischen Hauptfach Schlagzeug. Er war engagiert in der Sächsischen Staatskapelle Dresden an der Semperoper, im Orchester der Staatsoperette Dresden sowie bei der Staatskapelle Weimar im Deutschen Nationaltheater.
Im Jahr 2012 wechselte Moeck zum Hörfunk. Seit 2014 arbeitet er hauptsächlich für MDR aktuell und radioeins vom Rundfunk Berlin-Brandenburg. Er ist zudem Off-Sprecher beim Parlamentsfernsehen des Deutschen Bundestags sowie in Hörbüchern, Erklärfilmen, Produktfilmen oder diversen Werbespots. Er moderiert Konzerte und Veranstaltungen und übernimmt Sprecher-Partien in Orchesterwerken und Theaterproduktionen.

## Nachweise
1. ↑  Tobias Moeck als Sprecher für das Parlamentsfernsehen des Deutschen Bundestages, Video, Mediathek bundestag.de
2. ↑  Sprecher Tobias Moeck - Werbung, Off-Sprecher Berlin, Leipzig, deutschlandweit. In: stimmton.com. Abgerufen am 6. Februar 2019.

| Personendaten    | Personendaten                                                                  |
| ---------------- | ------------------------------------------------------------------------------ |
| NAME             | Moeck, Tobias                                                                  |
| KURZBESCHREIBUNG | deutscher Hörfunk-Nachrichtensprecher und Moderator, Journalist und Historiker |
| GEBURTSDATUM     | 22. August 1984                                                                |
| GEBURTSORT       | Wriezen                                                                        |